# Churchill Falls (dorp)
Churchill Falls is een dorp in de Canadese provincie Newfoundland en Labrador in het binnenland van de regio Labrador. Het is een bedrijfsdorp dat eigendom is van Newfoundland and Labrador Hydro, de hoofdaandeelhouder van de naast het dorp gelegen Waterkrachtcentrale Churchill Falls.

## Geografie
Het dorp Churchill Falls ligt aan de noordelijke oever van de rivier de Churchill op zo'n 20 km ten zuidoosten van de gelijknamige waterval. Het dorp ligt aan het zuidelijke uiteinde van de 75 km lange maar relatief smalle zuidoostelijke uitloper van het Smallwood Reservoir (het vroegere Jacopie Lake), net naast de door dat stuwmeer gevoede waterkrachtcentrale.
De plaats ligt aan provinciale route 500, onderdeel van de Trans-Labrador Highway, diep in de wildernis van het schiereiland Labrador. De meest nabijgelegen bewoonde plaats is het kleine gehucht Opocopa dat op een rijafstand van 213 km in westelijke richting ligt. De eerste noemenswaardige bewoningskern is Labrador West, op een rijafstand van 245 km in westelijke richting. In oostelijke richting ligt Happy Valley-Goose Bay op een rijafstand van 287 km.

## Geschiedenis
In 1967 werd de bouw van de Waterkrachtcentrale Churchill Falls in het afgelegen gebied officieel gestart door de Newfoundlandse premier Joey Smallwood. In datzelfde jaar werden de eerste tijdelijke woongelegenheden voor en door de arbeiders gebouwd; in 1969 volgde de bouw van de eerste permanente woningen. Het bedrijfsdorp werd door Nalcor Energy gebouwd met centraal het Donald Gordon Centre, een complex dat een school, supermarkt, hotel, restaurant, bibliotheek, curlingclub en zwembad huisvest.
In 2021 werd Nalcor Energy opgeheven en samengevoegd met het overheidsbedrijf Newfoundland and Labrador Hydro, dat aldus de nieuwe eigenaar van het dorp werd. Ook in de 21e eeuw zijn alle inwoners arbeiders en bedienden van NL Hydro inclusief hun gezinnen. Dit gaat voornamelijk over werknemers actief in de waterkrachtcentrale, maar ook over zij die werken in de dienstverlening van het bedrijfsdorp. Een uitzondering is de kleine medische kliniek die uitgebaat wordt door de overheid.

### Bosbrand 2024
Op 19 juni 2024 werden alle inwoners van en bezoekers in het dorp verplicht geëvacueerd wegens een gevaarlijke bosbrand op relatief korte afstand van de plaats. Slechts enkele tientallen essentiële personeelsleden bleven achter in de waterkrachtcentrale, terwijl de honderden anderen verplicht naar Happy Valley-Goose Bay moesten. Op 26 juni 2024 stak de brand, ondanks de vele inspanningen en hulp uit andere provincies, de Churchill-rivier over, waardoor hij de kant van het dorp bereikte. Ook de laatste essentiële medewerkers moesten daarom vertrekken, waardoor er voor de werking van de centrale gedurende enkele dagen moest overgeschakeld naar controle vanop afstand. Voornamelijk door gunstige weersomstandigheden geraakte de brand uiteindelijk onder controle en mocht iedereen op 3 juli 2024 – na ruim twee weken – terug huiswaarts keren.

### Bosbrand 2025
Op 28 mei 2025 brak er opnieuw een bosbrand uit bij Churchill Falls, ditmaal op slechts één kilometer van het dorp. Door de windrichting bleef het dorp echter gespaard en vond er geen evacuatie plaats. Wel werden onder andere enkele kabels beschadigd, waardoor er een kortstondige stroomonderbreking was, evenals een tijdelijke onderbreking van de vaste telefonie in delen van het dorp. Tegen 30 mei was de brand grotendeels onder controle zonder verdere gevolgen voor het dorp.

## Demografie
Begin jaren 1990 telde Churchill Falls nog zo'n 800 inwoners. Tijdens dat decennium kende de plaats een demografische neergang waarna het inwoneraantal zich sindsdien gestabiliseerd heeft op ruwweg een 650-tal inwoners.
| Demografische ontwikkeling van Churchill Falls tussen 1991 en 2021 |
| ------------------------------------------------------------------ |
|                                                                    |
| Bron: Statistics Canada (1991–1996, 2001–2006, 2011–2016, 2021)    |

## Gezondheidszorg
Gezondheidszorg wordt in het dorp aangeboden door de Churchill Falls Community Clinic. Deze gemeenschapskliniek valt onder de bevoegdheid van de gezondheidsautoriteit Labrador-Grenfell Health en biedt de inwoners eerstelijnszorg en spoedzorg aan. Er zijn zes personeelsleden in dienst, met name een arts, twee verpleegkundigen, een public health nurse, een personal care attendant en een administratief medewerker.

## Panorama

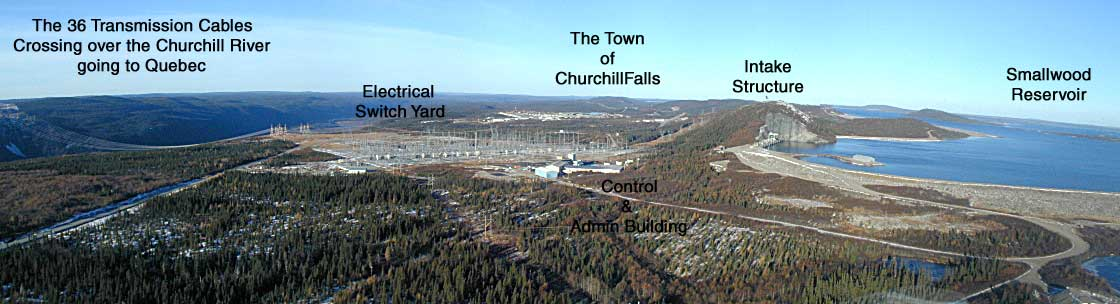
Zicht op de waterkrachtcentrale en het Smallwood Reservoir (voorgrond). In de achtergrond ligt het dorp Churchill Falls